# أبهر نازل
الأبهر النازل (باللاتينية: Aorta descendens) هو جزء من الشريان الأورطي، أكبر شريان في الجسم. الأبهر النازل يبدأ في قوس الأبهر الذي يمتد عبر الصدر والبطن. ويتكون تشريحيا من قسمين، الأبهر الصدري النازل، والأبهر البطني. ويتفرع إلى اثنين من الشرايين الحرقفية التي تغذي الحوض والساقين.
القناة الشريانية تربط بين قوس الأبهر والشريان الأورطي في حياة الجنين. هذا الشريان في وقت لاحق يرتد كرباط شرياني.

## وصلات خارجية
- شكل تشريحي: 19:04-03 على موقع مركز سوني دونستات الطبي (تشريح بشري عبر الإنترنت). – "الجانب الأيسر من المنصف."